# Nordsvartlöpare
Nordsvartlöpare (Pterostichus adstrictus) är en skalbaggsart som beskrevs av Johann Friedrich von Eschscholtz. Nordsvartlöpare ingår i släktet Pterostichus och familjen jordlöpare. Arten är reproducerande i Sverige. Inga underarter finns listade i Catalogue of Life.